# Madredeus
Madredeus ist eine Band aus Portugal. Gegründet wurde sie 1986 in Lissabon. Heute ist Madredeus eine international bekannte portugiesische Gruppe.

## Konzept
Der Stil von Madredeus hat seine Wurzeln in der traditionellen portugiesischen Musik. Die Lieder verkörpern portugiesische Mythen von poetischem Heldentum, Melancholie und einer Romantik, wie sie in der Cantiga de amigo entwickelt wurde, und werden oft im Bereich der Weltmusik angesiedelt. Die meisten Gründungsmitglieder haben klassische Komposition studiert, dazu kommen musikalische Einflüsse von Fado und progressiver Popmusik. Bandgründer Pedro Ayres Magalhães bezeichnet den Musikstil als klassische portugiesische Musik, wie sie nur noch nie zuvor gespielt wurde. Wichtig waren nach seiner Aussage dabei stets auch die poetischen Texte und das anspruchsvolle Gesamtkonzept, das sich dann bei der Wahl besonderer Auftrittsorte und der zurückhaltenden, aber effektvollen Inszenierung zeigte.

## Start
Schon Ende 1985 probierten Pedro Ayres Magalhães (von der Pop-Band Heróis do Mar) und Rodrigo Leão (von der Folk-Pop-Band Sétima Legião) zusammen neue musikalische Ideen aus, die 1986 zur eigentlichen Gründung von Madredeus führte. Entsprechend ihrer musikalischen Vorstellungen luden die beiden nacheinander Gabriel Gomes (Akkordeonspieler bei Sétima Legião), Francisco Ribeiro (Student des Violoncello am Nationalkonservatorium) und noch Ende 1986 die junge, unerfahrene Sängerin Teresa Salgueiro dazu. 1993 folgte Gitarrist José Peixoto.
1987 begannen die ersten Proben im ehemaligen Kloster Madredeus im Lissaboner Stadtviertel Xabregas. Das Kloster wurde fester Treffpunkt der Band und gab ihr den Namen. Ende Juli gleichen Jahres nahmen sie dort ihr erstes Album auf (Os dias da Madredeus, „Die Tage von Madredeus“), das im Dezember 1987 als Doppel-Album von der EMI-Valentim de Carvalho veröffentlicht wurde. Ab 1988 begann die Band dann regelmäßig öffentliche Konzerte zu spielen, in Portugal und zu kulturellen Anlässen auch in Europa (z. B. Biennale, Bologna).

## Werdegang
1989 spielten sie eine Woche lang auf dem Jugendfestival in der nordkoreanischen Hauptstadt Pjöngjang, 1991 bei der Europalia in Belgien und der portugiesischen Kulturwoche in Florenz, und 1992 auf der Weltausstellung in Sevilla. Sie traten 1991 erstmals in Brasilien und Belgien auf, 1992 erstmals in Frankreich, Spanien, Schweiz, Japan, Niederlande und Griechenland. Ihr zweites Album Existir wurde in der Folge nicht nur in Portugal, sondern auch in Belgien veröffentlicht. Ihre Internationalisierung nahm über Auftritte in immer neuen Ländern zu: 1993 traten sie erstmals in Deutschland, Luxemburg und Italien auf, 1994 erstmals in Dänemark und 1995 in den USA.
Rodrigo Leão verließ die Gruppe am 2. Juli 1994 für seine Solo-Laufbahn. Für ihn kam Carlos Maria Trindade, ehemaliges Mitglied der Heróis do Mar und studierter Musiker. 1996 verließen G. Gomes und F. Ribeiro die Band, Fernando Júdice (Bass) kam hinzu.
1994 drehte Wim Wenders anlässlich der Kulturhauptstadt Europas seine Hommage an Lissabon, Lisbon Story mit Patrick Bauchau, Rüdiger Vogler und einem Gastauftritt des Regisseurs Manoel de Oliveira. Madredeus spielten ebenfalls mit und lieferten den Soundtrack (Ainda, „Noch“), der in einigen europäischen Ländern bis in die Charts kam, auch in Deutschland. Der ruhige, intensive Klang der akustischen Lieder von Madredeus im Film erhöhte den internationalen Bekanntheitsgrad der Band weiter und brachte ihr ausgedehnte Tourneen und Plattenverkäufe für ihr neues Album Espírito da paz.
1995 drehte der Fernsehsender Arte eine Dokumentation über Madredeus auf den Azoren, 1998 traten sie zur Eröffnung der Weltausstellung Expo 98 in Lissabon mit dem katalanischen Tenor José Carreras auf. 2000 steuerten sie zum Film über die Nelkenrevolution, Capitães de Abril (deutscher Titel: „Nelken für die Freiheit“), das Titelthema As brumas do futuro („Zukunftsdämmerung“) bei, geschrieben von Maestro António Victorino de Almeida. Die Telenovela Os Maias in Brasilien verwendete Musik von Madredeus.
1998 traten sie erstmals in Mexiko und Israel auf, es folgten im Laufe der Jahre Macau und Hongkong, Istanbul und Buenos Aires, Helsinki und Belgrad, Angola und Kap Verde, sie spielten am Polarkreis und an der Copacabana.
2002 erschienen zwei weitere Madredeus-Alben: das eine ist Madredeus Electrónico, eine Sammlung von Remix-Versionen, die internationale DJs von ihren Liedern gemacht haben. Das Andere ist mit Euforia eine Aufnahme der Gruppe mit dem „Flemish Radio Orchestra“ unter der Leitung von Bjarte Engeset und Arrangements von Maestro António Victorino de Almeida. Das Konzert vom 4. April 2002 in der „Stadsschouwburg Brügge“ erschien als CD und als DVD und die Band feierte in Mexiko-Stadt vor 10.000 Zuschauern die Premiere.

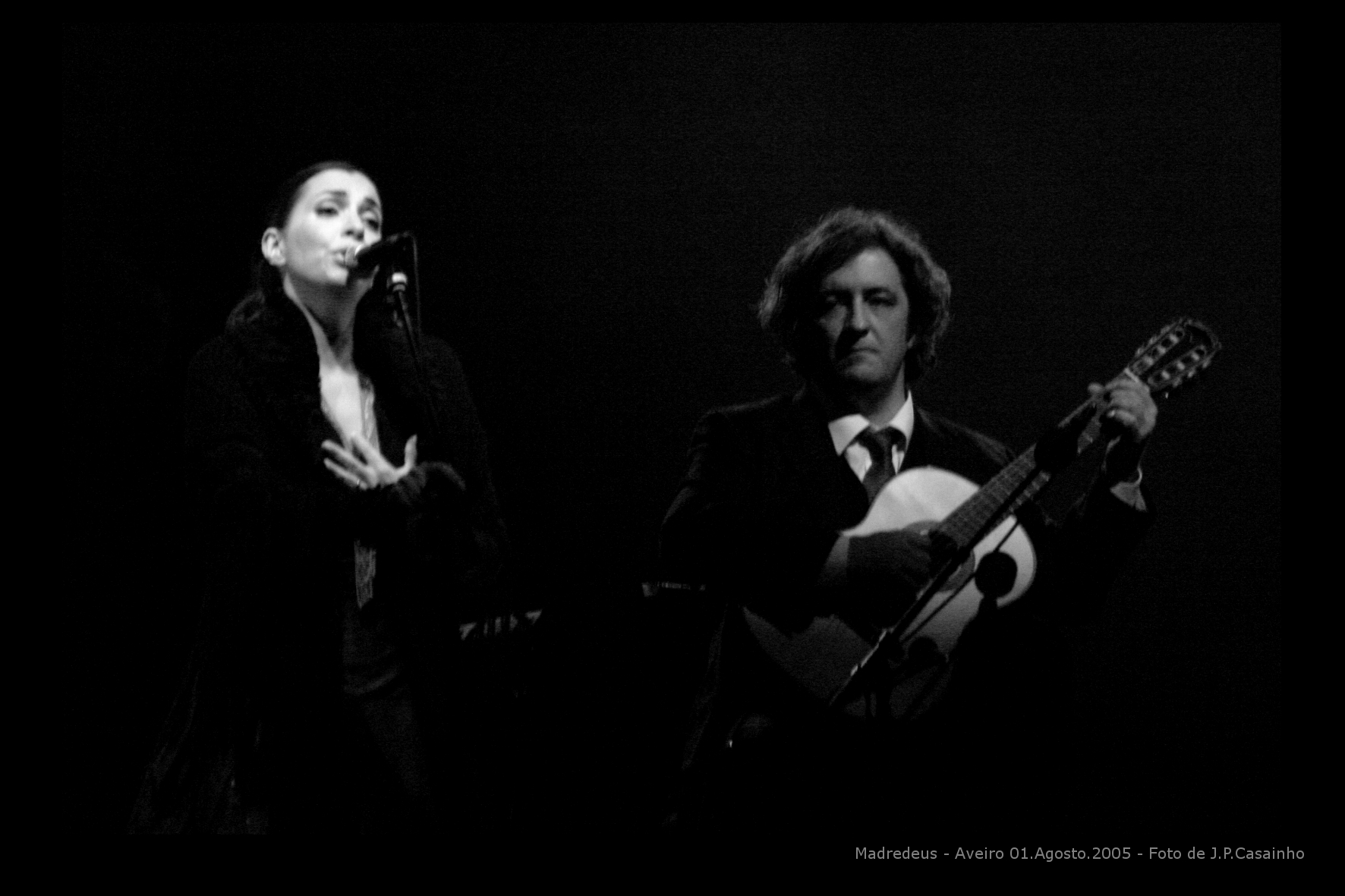
Madredeus in Aveiro 2005

Die zum folgenden Album Movimento („Bewegung“) anlaufende Tour dauerte drei Jahre und führte Madredeus unter anderem in die Berliner Philharmonie, die Royal Festival Hall in London und ins Olympia (Paris).

## Umbruch
Madredeus nahmen 2004 zeitgleich das Album Um amor infinto („Eine nicht endende Liebe“) und das erst 2005 erschienene Faluas do Tejo (faluas waren Transportschiffe, die vor allem für den Fluss Tejo typisch waren) auf und gingen auf ihre letzte Welttournee. Am 20. Juni 2006 spielten Madredeus im Centro Cultural de Belém live ihre Musik, zu der das Ensemble „Lisboa Ballet Contamporaneo“ („Zeitgenössisches Ballett von Lissabon“) ein eigens choreografiertes Stück tanzte.
Ende 2006 verkündete die Band für 2007 ein Sabbatjahr. Teresa Salgueiro verließ im November 2007 die Band. In der Folge veröffentlichte sie wie auch andere ehemalige Bandmitglieder Solo-Alben. Es verblieben nur Pedro Ayres Magalhães und Carlos Maria Trindade, die das Projekt ohne die charakteristische Sängerin fortführten, dafür mit einer Gruppe von neuen Musikern mit Namen „A Banda Cósmica“. Das Konzept änderte sich etwas, die atmosphärischen Inszenierungen rückten etwas nach hinten, die Musik wurde technischer, mit breiterer Instrumentierung.
Nach drei Alben erklärten die beiden das Projekt „Madredeus & A Banda Cósmica“ nach Vollendung der Trilogie und deren schwachen Verkaufszahlen für beendet.
Im Oktober 2011 schließlich kündigte Pedro Ayres Magalhães für 2012, 25 Jahre nach dem Debüt der Band, eine neue Madredeus-Formation an, mit Musikern des „Lusitânia Ensembles“, des „Orquestra Sinfonica Portuguesa“ und der in Jazz und klassischem Gesang ausgebildeten Beatriz Nunes. Es wurden Konzerte und ein neues Album mit neuen und neueingespielten Liedern angekündigt. Im April 2012 erschien dann das neue Album Essência, das zwischenzeitlich bis auf Platz 5 der portugiesischen Verkaufscharts kam.

## Diskografie

### Studioalben
| Jahr | Titel                | Höchstplatzierung, Gesamtwochen, AuszeichnungChartplatzierungen (Jahr, Titel, Platzierungen, Wochen, Auszeichnungen, Anmerkungen) | Höchstplatzierung, Gesamtwochen, AuszeichnungChartplatzierungen (Jahr, Titel, Platzierungen, Wochen, Auszeichnungen, Anmerkungen) | Anmerkungen                |
| Jahr | Titel                | PT | DE | Anmerkungen                |
| ---- | -------------------- | --- | --- | -------------------------- |
| 1987 | Os dias da Madredeus | PT40 (1 Wo.)PT | — | Charteinstieg: 2017        |
| 1990 | Existir              | — | — |                            |
| 1994 | O espirito da paz    | PT15 (1 Wo.)PT | — | Charteinstieg: 2021        |
| 1995 | Ainda                | — | DE44 (8 Wo.)DE | Soundtrack zu Lisbon Story |
| 1997 | O paraíso            | — | — |                            |
| 2001 | Movimento            | — | — |                            |
| 2002 | Electrónico          | — | — |                            |
| 2004 | Um amor infinito     | PT1 Gold · (19 Wo.)PT | — |                            |
| 2005 | Faluas do tejo       | PT2 Silber · (12 Wo.)PT | — |                            |
| 2008 | Metafonia            | PT8 (4 Wo.)PT | — | mit A Banda Cósmica        |
| 2009 | A nova aurora        | — | — | mit A Banda Cósmica        |
| 2010 | Castelos na areia    | — | — | mit A Banda Cósmica        |
| 2015 | Capricho sentimental | PT13 (3 Wo.)PT | — |                            |

grau schraffiert: keine Chartdaten aus diesem Jahr verfügbar

### Livealben
- 1992: Lisboa (aufgenommen im Coliseu dos Recreios, Lissabon)
- 1998: O Porto (aufgenommen im Coliseu do Porto)
- 2002: Euforia (aufgenommen in Brügge mit dem Flemish Radio Orchestra)

### Kompilationen
| Jahr | Titel     | Höchstplatzierung, Gesamtwochen, AuszeichnungChartsChartplatzierungen (Jahr, Titel, Platzierungen, Wochen, Auszeichnungen, Anmerkungen) | Anmerkungen |
| Jahr | Titel     | PT | Anmerkungen |
| ---- | --------- | --- | ----------- |
| 2004 | Antologia | PT21 ×2Doppelplatin · (14 Wo.)PT |             |
| 2012 | Essência  | PT5 (3 Wo.)PT |             |

Weitere Kompilationen
- 2001: Palavras Cantadas

## Videoalben
- Euforia (DVD 2002)
- Les Açores de Madredeus (arte-Sendung 1995, DVD 2006)
- Mar – Madredeus Ballet (DVD 2006)
- Madredeus & A Banda Cósmica – Metafonia / Concerto Estudio ao vivo no Teatro Ibérico (DVD 2008)
- O espírito da paz (DVD 2012, France 2-Fernsehproduktion ihres Konzerts in Brüssel vom 24. April 1995)
- O Porto (DVD 2012, Aufzeichnung ihres Konzerts in Porto vom 4. April 1998)